# Ivar Granberg
Nils Ivar Gunnar Granberg, född 17 oktober 1906 i Stöde församling, Västernorrlands län, död 17 april 1977  i Helsingborgs Maria församling, Helsingborg var en svensk trädgårdsman.
Granberg, som var son till folkskollärare och klockare E.A. Granberg och Christina Engström, avlade trädgårdsmästarexamen i Härnösand 1929 och hortonomexamen i Alnarp 1935. Han var trädgårdsmästare vid LKAB 1930–1932, trädgårdsassistent vid Kristianstads läns hushållningssällskap 1936, trädgårdslärare i Önnestad 1937, försöksledare vid AB L Dæhnfeldts fröhandel 1937, trädgårdskonsulent vid Blekinge läns hushållningssällskap från 1939. Han var även förste konsulent för allmän trädgårdsrådgivning vid Blekinge, Kristianstads och Malmöhus läns hushållningssällskap. Han var styrelseledamot i föreningen Sveriges trädgårdskonsulenter och sekreterare i Blekinge trädgårdsförbund. Han skrev artiklar i facktidskrifter. Granberg är gravsatt i Skogsminneslunden vid Helsingborgs krematorium.